# William August Carstensen
William August Carstensen (2. december 1828 i Algier – 16. februar 1909 i Fredensborg) var en dansk søofficer og politiker, bror til Georg Carstensen og Edward James Arnold Carstensen og far til Carl Carstensen.

## Virke
Han blev født i Algier, hvor faderen Hieronymus Carstensen var dansk generalkonsul, og flyttede senere med denne til Marokko (Tanger). 1839 kom Carstensen til Danmark, indtrådte 2 år senere på Søkadetakademiet som kadet og udnævntes 1847 til løjtnant. 1868 avancerede han til kaptajn og 1879 til kommandør. Under Treårskrigen 1848-50 gjorde Carstensen tjeneste på korvetten Flora (under kaptajnløjtnant C.E. van Dockum), senere på dampskibet Gejser, som i 1850 sammen med kanonbåde forjog slesvig-holstenske kanonbåde fra Vesterhavsøerne. Fra 1851-55 var Carstensen i fransk tjeneste og deltog her i et kombineret engelsk-fransk angreb mod russerne ved Petropavlovsk på Kamtjatka, hvilket angreb dog forblev resultatløst. Året efter benyttede Carstensen sig af en lejlighed til fornyet virksomhed i udlandet, da udkommandoer her hjemme fra dengang kun faldt meget sparsomt, og trådte ind i den russiske marine, hvor han gjorde tjeneste i de østasiatiske farvande og under en orkan fik lejlighed til at udmærke sig. Under en permission fra den russiske tjeneste kom Carstensen 1860 til Danmark på besøg, men fandt forholdene hjemme så truende, at han forblev her med det samme. Efter forskellige sørejser i tidsrummet 1861-63 ansattes han 1864 som tredjekommanderende på korvetten Heimdal (under kaptajn Sigvard Lund) og havde da lejlighed til at bivåne
træfningen ved Swinemünde såvel som til at tage virksom del i affæren ved Helgoland.
1870 ansattes Carstensen som chef for Søofficersskolen og var efter denne tid jævnlig chef for kadetskibet. 1886 kommanderede han en øvelseseskadre af kanon- og torpedobåde og året efter atter en deling kanonbåde, der udsendtes på øvelse med kadetterne. 1892 afgik han fra stillingen som skolechef, da en kadet havde skudt sig, hvilket, sikkert ganske med urette, blev lagt skolen til last. Han afskedigedes året efter ved opnået aldersgrænse med kontreadmirals karakter.

## Politiker
Carstensen var fra 1874 til 1890 medlem af Landstinget, fra 1892 til sin død kongevalgt landstingsmand og blev 1895 statsrevisor. Som politiker tilhørte han Højre, var en ivrig talsmand for forsvarssagen og udbygningen af Københavns Befæstning og medlem af forsvarskommissionerne 1872 og 1879.
I en årrække, 1865-1888, var han redaktør af Tidsskrift for Søvæsen og skrev desuden en række faglige bøger. Af større selvstændige værker fra hans Haand kan her nævnes Japans Hovedstad og Japaneserne (1863), Om Bord og i Land (1878), Den gamle Skole. Tidsbillede fra Orlogslivet (1882, erindringer), Compte-rendu du congrès international des Américanistes, 5. session (1883), Paa Togt med Russerne (1884) samt Tordenskjold
(1887), sidstnævnte med assistance af kaptajn O.H. Lütken o. fl.
Han blev gift 15. august 1862 i Sorø med Emmy Friede Holtine Sophie Grevenkop-Castenskiold (21. september 1842 på Hørbygård – 28. marts 1933 i Vallerød), datter af jægermester Johan Vilhelm Grevenkop-Castenskiold (1806-1844) og Adelaide Franciska Marie Frederikke Emilie Brun (1821-1865, gift 2. 1848 med kammerherre, fhv. guvernør i de danske besiddelser i Guinea, amtsforvalter i Ringsted Edward James Arnold Carstensen, 1815-1898).
Han blev Ridder af Dannebrog 1864, Dannebrogsmand 1877, modtog Fortjenstmedaljen i guld 1885, blev Kommandør af 2. grad 1886 og af 1. grad 1896.
Han er begravet på Humlebæk Kirkegård. Der findes en radering af Hans Nikolaj Hansen 1908. Træsnit efter fotografi 1888.